# Søndersø kommun
Søndersø kommun var en kommun i Fyns amt i Danmark. Den ingår sedan 2007 i Nordfyns kommun.